# Wolfgang Heider

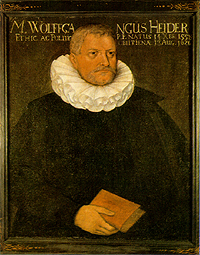
Bildnis von Wolfgang Heider

Wolfgang Heider (* 14. Dezember 1558 in Wölfis, Thüringen; † 16. August 1626 in Jena) war ein deutscher Professor für Ethik und Politik und Universitätsrektor.

## Leben
Heider war der Sohn des Bauern Salomon Heider und dessen Frau Anna (geborene Funck). Er besuchte, nachdem er anfänglich zu einem bäuerlichen Leben bestimmt war, die Höhere Schule in Ohrdruf und wurde durch seinen Vetter Valentin Fuck drei Jahre lang in Latein und Griechisch unterrichtet. Anschließend wechselte er nach Magdeburg, wo er durch Georg Rollenhagen unterrichtet wurde und nach Hildesheim. Er begann 1580 ein Studium in Jena und erhielt 1583 die Magisterwürde sowie 1587 eine Professur für Ethik und Politik. Heider war zwölfmal Dekan der Philosophischen Fakultät und im Sommersemester 1591, sowie 1607 Rektor der Alma Mater. Die Geschichte der Universität Jena weist Heider als „einen der ersten Vertreter eines Faches unserer Fakultät“ (der Philosophischen Fakultät). Er war Professor für Ethik und Politik von 1587 bis zu seinem Todesjahr 1626. Er beschäftigte sich auch mit ökonomischen und pädagogischen Fragen und war über viele Jahre als Inspektor für die Stipendiaten tätig. Er starb 1626.
Heider war dreimal verheiratet und hatte mehrere Kinder.
- 1583 mit Margaretha Crusi, Tochter des Jenaer Protonotars Albert Crusii (* 1536 [Krause]). Aus der Ehe stammen 6. Söhne und vier Töchter.
- 1600 mit Barbara († 26. Juni 1604), die Tochter des Ratsherrn in Jena Quirin Sachse (Saxonis). Aus der Ehe stammen drei Töchter.
  - Barbara Heider (* 30. Juli 1601; † 11. Oktober 1634) ⚭ mit dem Pfarrer Mag. Elias Johannes Hesling (* um 1605; um 1667)
- 1605 mit Barbara, Tochter des Pfarrers Johannes Breuning, die Stieftochter des Jenaer Mathematikprofessors Georg Limnäus.

## Werke

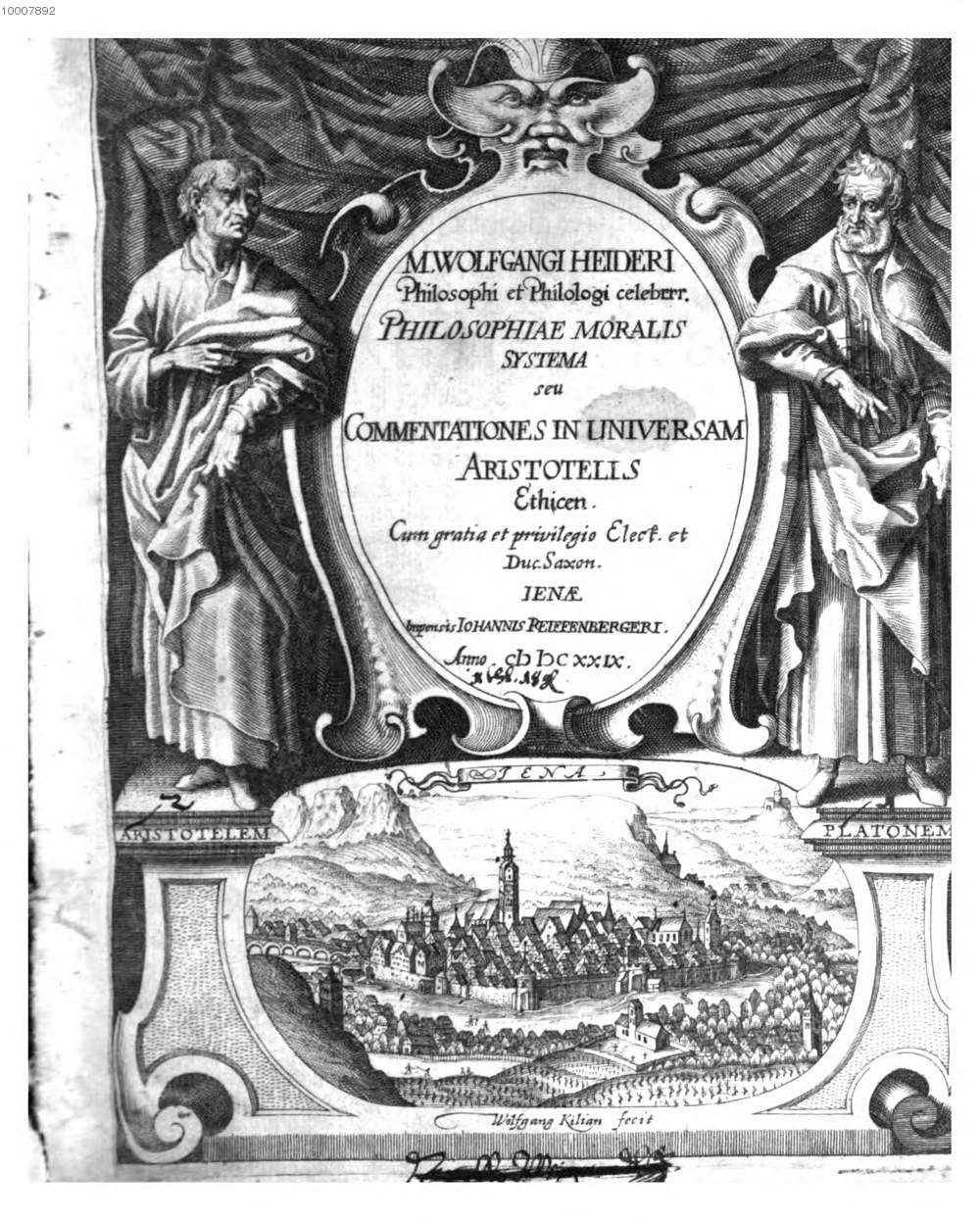
Titelblatt von Philosophiae Moralis Systema

- mit Nikolaus Schober: Problemata Ethica. Jena 1591.[3]
- Libellus de ira cohibenda ex Aristotele, Seneca, Plutarcho et aliis collectus. Jena 1600.[3]
- Threnologia in obitum Johannis, Ducis Sax. Jena 1606.
- Actus introductionis Gymn. Hagae-Schaumburgium. Hagae 1610.
- Oratio de vita et morte Christiani II. Electoris Sax. Jena 1612.
- Orationes duae de VVelpeculis scholasticis. Jena 1614, 1617.
- mit Herzog Johann Philipp: Oratiuncula gratulatoria in natalem vicesimum Illustrissimi Principis ac Domini Dn. Johannis Philippi, Ducis Saxoniae …. Jena 1616.[3]
- Philosophiae Moralis Systema. Jena 1629, 1638, 1646.
- Philosophiae Politicae Systema. Jena 1628.
- Orationum Band 1 und 2, Jena 1628, 1629.
- Poëmatum libri quatuor. Jena 1631, 1641.